# Операція «Чарівний килим» (1945)

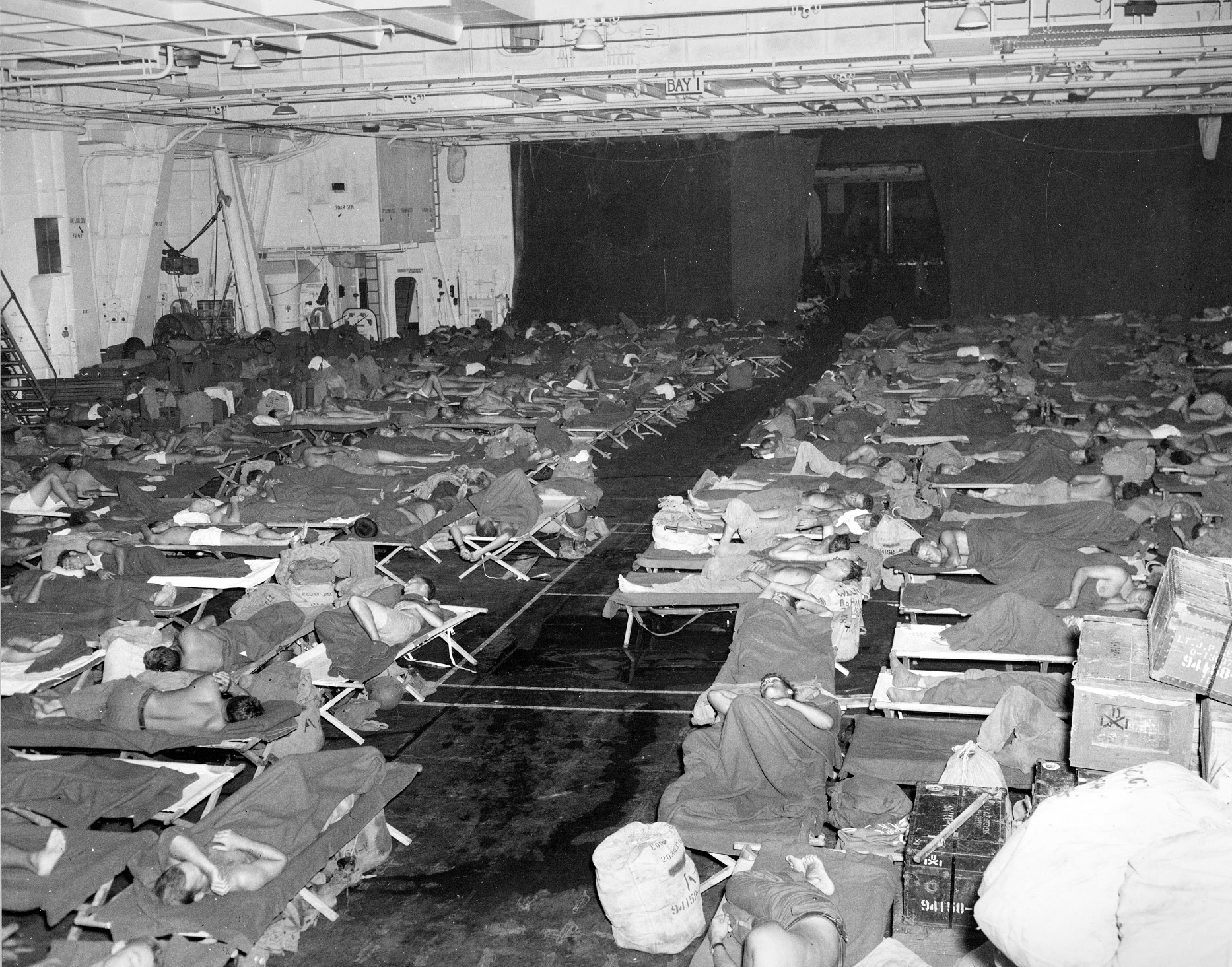
Перевезення військовослужбовців авіаносцем «Інтрепід»

Операція «Чарівний килим» (англ. Operation Magic Carpet) — операція з повернення на батьківщину близько 8 мільйонів американських військовослужбовців після закінчення Другої світової війни з Європейського та Тихоокеанського театрів воєнних дій, яка проводилась Адміністрацією військового судноплавства (англ. War Shipping Administration) протягом 1945—1946 років.
В Європі операція розпочалась у червні 1945 року, коли транспортними суднами типу «Ліберті» та «Вікторі» були відправлені перші солдати. Згодом до операції залучили інші кораблі — авіаносці, лінкори, госпітальні судна та лайнери. Всього у перевезенні солдатів з Європи виконували понад 400 суден.
У зворотному напрямку було перевезено близько 450 000 німецьких та 55 000 італійських військовополонених. Перевезення військовослужбовців з Європи було завершене у лютому 1946 року.
Повернення військовослужбовців з Тихого океану розпочалось після капітуляції Японії у вересні 1945 року. У перевезеннях були задіяні близько 370 суден (серед них 6 лінкорів, 18 крейсерів, 57 авіаносців, 12 госпітальних суден та 222 десантні кораблі).
На Тихому океані операція тривала до вересня 1946 року.
Також повернення військовослужбовців виконували армійське Транспортно-повітряне командування (англ. Air Transport Command) та Військово-морська транспортно-повітряна служба (англ. Naval Air Transport Service), але кількість перевезених повітряним транспортом була незначна порівняно з кількістю перевезених морським транспортом.